# Grupamento de diferenciação
Grupamento de diferenciação  ou cluster de diferenciação (do inglês, cluster of differentiation, geralmente abreviado como CD) é um conjunto de moléculas marcadoras da superfície celular usado para diferenciar variados tipos de células. Moléculas CD podem agir de diferentes modos, geralmente como receptoras ou como ligantes (moléculas que ativam um receptor). Uma cascata de sinalização normalmente é iniciada, alterando o comportamento da célula . Algumas proteínas CD não têm papel na sinalização, desempenhando outras funções, como a  adesão celular.  Existem aproximadamente 250 tipos de proteínas CD .

## Nomenclatura
A nomenclatura CD foi proposta e estabelecida no primeiro de uma série de workshops internacionais  conhecidos como HLDA (sigla de Human Leucocyte Differentiation Antigens  Workshops  ('Workshops sobre diferenciação de antígenos de leucócitos humanos), que aconteceu em Paris em 1982. Este sistema foi destinada a classificar a maioria dos anticorpos monoclonais (mAbs) feita por diferentes laboratórios espalhados pelo mundo contra epítopos na superfície molecular dos leucócitos. Desde então, ela foi sendo usada para outros tipos de células, e mais de 320 CD agrupamentos ou subagurpamentos têm sido identificados.